# Yu rim
Yu rim (1894-1961) était un anarchiste coréen, membre de la Fédération anarchiste coréenne et membre du gouvernement provisoire,,.

## Action politique
Yu rim rejoint les millions de coréens exilés en Mandchourie en 1919, afin de soutenir la cause de l'indépendance après la répression du 1er mars, et y rejoint la lutte anarchiste. À Pékin, il côtoie Shin et d'autres militants. Il aurait aussi eu des contacts avec des anarchistes chinois du Sinchuan, alors qu'il y étudiait, à l'Université nationale de Chengdu. Par la suite, il revient en Mandchourie après avoir participé aux soulèvements de Wuchang et de Guangzhou. Yu rim ,Yi Eulgyu (1894-1972) et Kim Jongjin (1900-1931) organisent dès lors la Société unie du peuple coréen (Hanjok chong yeonhaphoe). En novembre de la même année, Yu rim revient discrètement dans la péninsule pour aider - avec ses camarades restés sur place - à établir la Fédération anarcho-communiste coréenne (KAF,Joseon gongsan mujeongbu juuija yeonmaeng). Et après avoir été fait prisonnier pour ses activités anarchistes dans le pays, il repart de nouveau pour la Mandchourie. Ensuite, il s'installe à Chongqing et rejoint le Gouvernement provisoire coréen au nom d'un combat uni des Coréens contre les Japonais.
Yu rim figure parmi les anarchistes coréens les plus importants de l'histoire du mouvement, pour avoir au péril de sa vie traversé la frontière entre la Mandchourie et la Corée afin d'organiser le soulèvement anarchiste dans le pays, mais aussi parce qu'il a toujours compris l'importance d'un mouvement de masse et d'éduquer les travailleurs et paysans pour la réalisation de l'anarchisme avant et après la libération du joug japonais.